# Miramar, Atzalan
Miramar är en ort i Mexiko.   Den ligger i kommunen Atzalan och delstaten Veracruz, i den sydöstra delen av landet, 220 km öster om huvudstaden Mexico City. Miramar ligger 1 202 meter över havet och antalet invånare är 171.
Terrängen runt Miramar är kuperad åt nordväst, men åt sydost är den bergig. Runt Miramar är det ganska tätbefolkat, med 100 invånare per kvadratkilometer. Närmaste större samhälle är Atzalan, 17,6 km väster om Miramar. I omgivningarna runt Miramar växer i huvudsak städsegrön lövskog.